# KS-23
KS-23 (КС-23, Карабин Специальный 23 мм, Karabin Spetsialnyj 23mm) là một loại súng do viện TSNII TochMash thiết kế và sản xuất tại nhà máy sản xuất vũ khí của Tula. Điểm đáng chú ý của loại súng này là việc phân loại nó không được rõ ràng, nòng súng có rãnh xoắn nên Nga xem nó như một loại súng cạc-bin vì thế đã đặt tên như thế nhưng do cỡ đạn đến hơn 20mm nên bình thường có thể được xem là một loại pháo cỡ nòng nhỏ còn đạn của súng là dạng đạn shotgun. Súng đã được đưa vào trang bị cho các lực lượng thi hành pháp luật Nga từ những năm 1980 và cũng được xuất khẩu cho một số nước.

## Phát triển
Việc phát triển loại súng này bắt đầu từ những năm 1970 khi bộ nội vụ Liên Xô bắt đầu tìm kiếm một loại vũ khí hiệu quả trong việc trấn áp bạo động nhất là trong các trại giam. Sau nhiều nghiên cứu thì thấy là cỡ đạn của loại đạn 4 mảnh có thể bắn các loại đạn đặc biệt cho việc này như hơi cay với độ chính xác đáng kể. Để đạt được độ chính xác mong muốn thì nòng súng phải có rãnh xoắn và thiết kế nòng phù hợp lại có thể lấy từ một loại pháo dự định 23mm lắp trên máy bay nếu nó không bị từ chối trước đó sau đó giảm kích thước xuống cho phù hợp.

## Thiết kế
KS-23 sử dụng cơ chế nạp đạn kiểu bơm giống shotgun với khóa nòng xoay gồm bốn móc khóa viên đạn cố định vào vị trí. Ốp lót tay cũng là cần nạp đạn được làm bằng nhựa. Súng sử dụng cơ chế hoạt động đơn, nút khóa an toàn nằm ở phía trước vòng bảo vệ cò súng. Bán súng được làm bằng gỗ có miếng đệm nhựa ở phía sau.
Hệ thống nhắm cơ bản của súng là điểm ruồi. Súng có thể gắn thêm bộ phận phóng các loại lựu đạn ở đầu nòng với sự trợ giúp của đạn rỗng để phóng các loại lựu đạn khác nhau từ 36mm đến 82mm như một loại súng cối.

## Biến thể
- KS-23M: Mẫu có tay cầm cò súng bằng nhựa và báng súng kim loại có thể tháo rời để có thể thay đổi chiều dài một cách cơ động.
- TOZ-23: Mẫu dùng cho việc đi săn. Nòng trơn để thực sự trở thành một khẩu shotgun.
- KS-23K: Đây không hẳn là một mẫu trong dòng súng này mà là một thiết kế súng hoàn toàn khác chỉ có một số chi tiết giống như nòng có rãnh xoắn và dùng loại đạn chung phần còn lại hoàn toàn khác với thiết kế bullpup nhưng vì lý do nào đó lại dùng chung tên với dòng này.

## Các nước sử dụng
- Nga
- Armenia
- Iran
- Kazakhstan
- CHDCND Triều Tiên
- Ukraina
- Uzbekistan
- Việt Nam